# Natasha Henstridge
Natasha Tonya Henstridge (Springdale, Terranova i Labrador, Canadà, 15 d'agost de 1974) és una actriu i exmodel canadenca.

## Biografia
Henstridge va començar la seva carrera de model amb catorze anys quan va emigrar a París, França. Allà va aconseguir ser portada de la revista «Cosmopolitan» com a principal proesa. Anys després, va anar a Nova York per estudiar actuació, sent el seu primer paper protagonista en Species (1995) amb la qual va obtenir en els premis MTV Movie la nominació de «Millor actor revelació» i «Millor petó», que va resultar guanyadora. A més ha actuat en Species II i Species III. Altres films importants en la seva carrera han estat Adrenalina i Maximum Risk (1996) —al costat de Jean-Claude Van Damme— i Riders (2002). En l'àmbit televisiu les seves principals sèries o participacions són The Outer Limits (1997), She Spies (2002-04), Would Be Kings (2008) amb la qual va guanyar un Premi Gemini a la «Millor actuació d'una actriu en un paper protagonista d'un programa dramàtic», i Eli Stone (2008-09). Té dos fills, Tristan i Asher producte de la relació extramatrimonial amb l'actor Liam Waite. També ha estat casada en dues oportunitats, primer amb l'actor, director i productor Damian Chapa, i recentment amb el cantant escocès Darius Campbell.

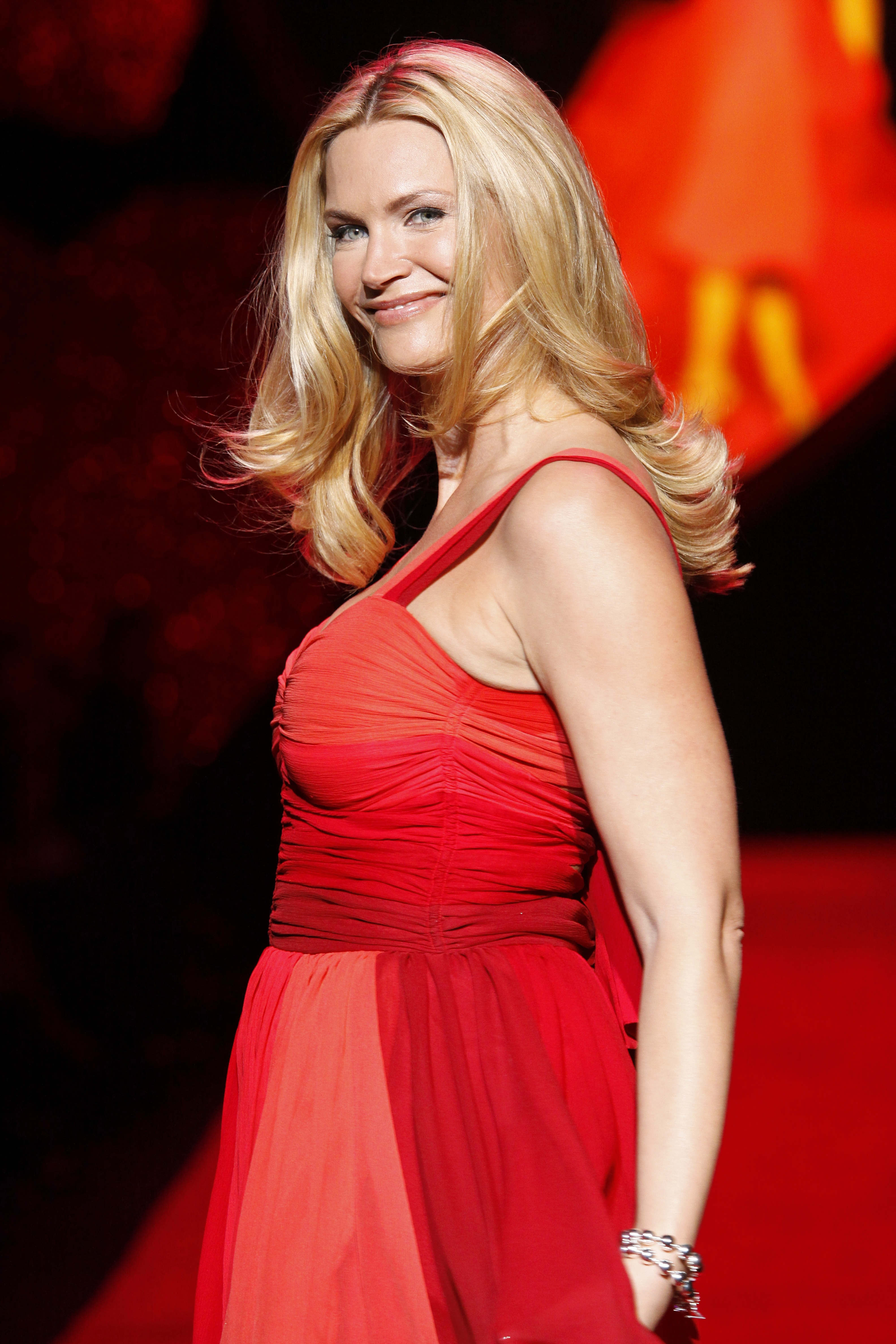
Natasha en la col·lecció «Heart Truth» del Bryant Park el 2009.

Henstridge va néixer a Springdale, Terranova i Labrador, filla de Brian Henstridge —un contractista— i Helen. Té un germà petit anomenat Shane. Es va criar i va viure prop dels camps petrolífers de Fort McMurray, Alberta, lloc al que va arribar amb quatre anys a causa de la professió del seu pare. Quan tenia sis anys, va avergonyir a la seva mare en una farmàcia, en assenyalar una revista de glamur i dir que ella algun dia estaria en la portada. El 1988, quan Natasha va complir catorze anys, la seva mare —cansada de sentir-li dir vull ser model— va presentar una foto seva a la «John Casablancas Modeling School» situada als voltants de Edmonton, on en veure la seva bellesa i futur potencial no van dubtar a convidar-la a participar novament a l'any següent i a formar part del «The New look of the Year», un concurs de models patrocinat per Elite Model Management a París. Temps després, va viatjar al vell continent i es va unir al certamen en el qual va resultar la primera finalista i se li va oferir un contracte de model que la va portar a visitar llocs exòtics pel món. També va aconseguir ser portada de la revista francesa «Cosmopolitan», entre d'altres. Més tard, va recalar en Nova York on sense deixar de fer de model i representant en anuncis publicitaris en marques com «Lady Stetson», «Oil of Olay» i «Old Spices» va començar a estudiar actuació per allunyar-se una mica i distreure's de l'ambient de les models.

### Carrera cinematogràfica

#### Species
El 1995, va realitzar el seu primer paper com a actriu protagonista en Species, espècie mortal, pel·lícula de ciència-ficció dirigida per Roger Donaldson, en la qual Henstridge va interpretar el personatge de «Sil», una bella híbrida creada genèticament en un laboratori mitjançant la combinació de ADN alienígena i humà, la missió del qual una vegada aconseguida l'etapa adulta és la de perpetuar la seva espècie mitjançant la seva reproducció sexual. L'actriu va compartir repartiment al costat d'actors com Marg Helgenberger, Ben Kingsley, Michael Madsen, Alfred Molina i Forest Whitaker, entre d'altres. Aquesta pel·lícula, es va convertir en la segona obra cinematogràfica més taquillera de l'època —després d'Apol·lo 13— creada per Metro-Goldwyn-Mayer després d'aconseguir en el cap de setmana de la seva estrena, un total de 17 milions de dòlars recaptats amb una inversió final de 35 milions i una recaptació mundial total de 113 milions de dòlars. Per la seva actuació, Natasha va ser guardonada en els premis MTV Movie amb una nominació al «millor actor revelació» i al «millor petó», i en aquesta última va vèncer.

#### Adrenalina,Maximum RiskiSpecies II
El 1996, va filmar dues pel·lícules més. La primera d'elles va ser Adrenalina al costat de Christopher Lambert, on l'actriu va encarnar a «Delan», una oficial de policia triada per atrapar a una criatura assassina. El segon film que va realitzar va ser Maximum Risk, en la qual va personificar a «Alex Minetti», una jove cambrera promesa del germà bessó assassinat d'«Alain Moreau» —Jean-Claude Van Damme— que al costat d'aquest últim busca donar amb la veritat sobre el seu assassinat.
El 1998, va ser triada per formar part de l'elenc de Species II a pesar que en l'anterior lliurament el personatge de l'actriu, és a dir «Sil», mor. Natasha va interpretar «Eve», un clon de «Sil» però més dòcil quant a comportament i amb el mateix instint sexual de reproducció i perpetuació de la seva espècie. Henstridge, com en l'anterior pel·lícula, va tornar a realitzar escenes nua per la trama similar. L'acceptació del rodatge per part del públic va ser clarament menor amb relació a la seva antecessora, ja que va aconseguir una recaptació de 7,5 milions de dòlars en el primer cap de setmana de la seva estrena, amb un total 35 milions invertits i una recaptació final de 19,6 milions als Estats Units i 26,9 a nivell mundial, sent pràcticament un fracàs en taquilla.

#### The Whole Nine Yards,Bounce,Ghosts of Marsi altres actuacions
El 2000, Natasha va gravar diverses pel·lícules, entre les més destacades The Whole Nine Yards en la qual va formar part de l'elenc al costat de Bruce Willis, Matthew Perry i Amanda Peet, entre d'altres, amb un paper secundari. L'actriu va personificar a «Cynthia Tudeski», l'exdona del personatge de Willis —un assassí a sou que treballava per a la màfia— que s'enamora del de Perry. Aquest film, va tenir una bona acceptació per part de l'audiència reflectida en una recaptació total d'aproximadament 107 milions de dòlars. Aquell mateix any, va tenir un altre rol secundari en Bounce , un drama romàntic protagonitzat per Ben Affleck i Gwyneth Paltrow, on Henstridge va interpretar a «Mimi Prager», una atractiva dona de negocis que coneix en un aeroport al personatge de Affleck, amb el qual pretén, a causa de certes circumstàncies, tenir una aventura sexual amb ella.
El 2001, va realitzar Ghosts of Mars, en la qual l'actriu va representar a la «Tinent Melanie Ballard», una oficial de policia que, per lluitar contra els fantasmes del títol, ha d'aliar-se amb criminals. Originalment el paper protagonista era per Courtney Love però va ser reemplaçada per Natasha, després que Love tingués un accident al peu. Un any després, va protagonitzar Riders al costat de Stephen Dorff, on va fer de «Karen», una detectiva que desconfia del personatge de Bruce Payne.
El 2004, va tenir una breu aparició en Species III, encarnant novament a «Eve», que va servir per donar pas a la nova trama de la pel·lícula —estava embarassada i va donar a llum a un nou individu—, ja que suposadament en Species II el seu personatge havia mort però va resultar no ser així, ja que la seva fi va arribar en un petit lapse d'aquest tercer lliurament. El nou film va rebre dures crítiques pels seus dolents efectes especials i un argument o història basada en velles idees amb l'excepció de les escenes de nuesa que va presentar com en les seves antecessores.
Al costat de Ewan McGregor i Hugh Jackman va fer La llista el 2008, en l'actuació secundària de «Simone Wilkinson», una analista de la Borsa de Nova York. Les seves més recents interpretacions —realitzades el 2015—, es va donar en Badge of Honor i The Bronx Bull.

### Carrera televisiva

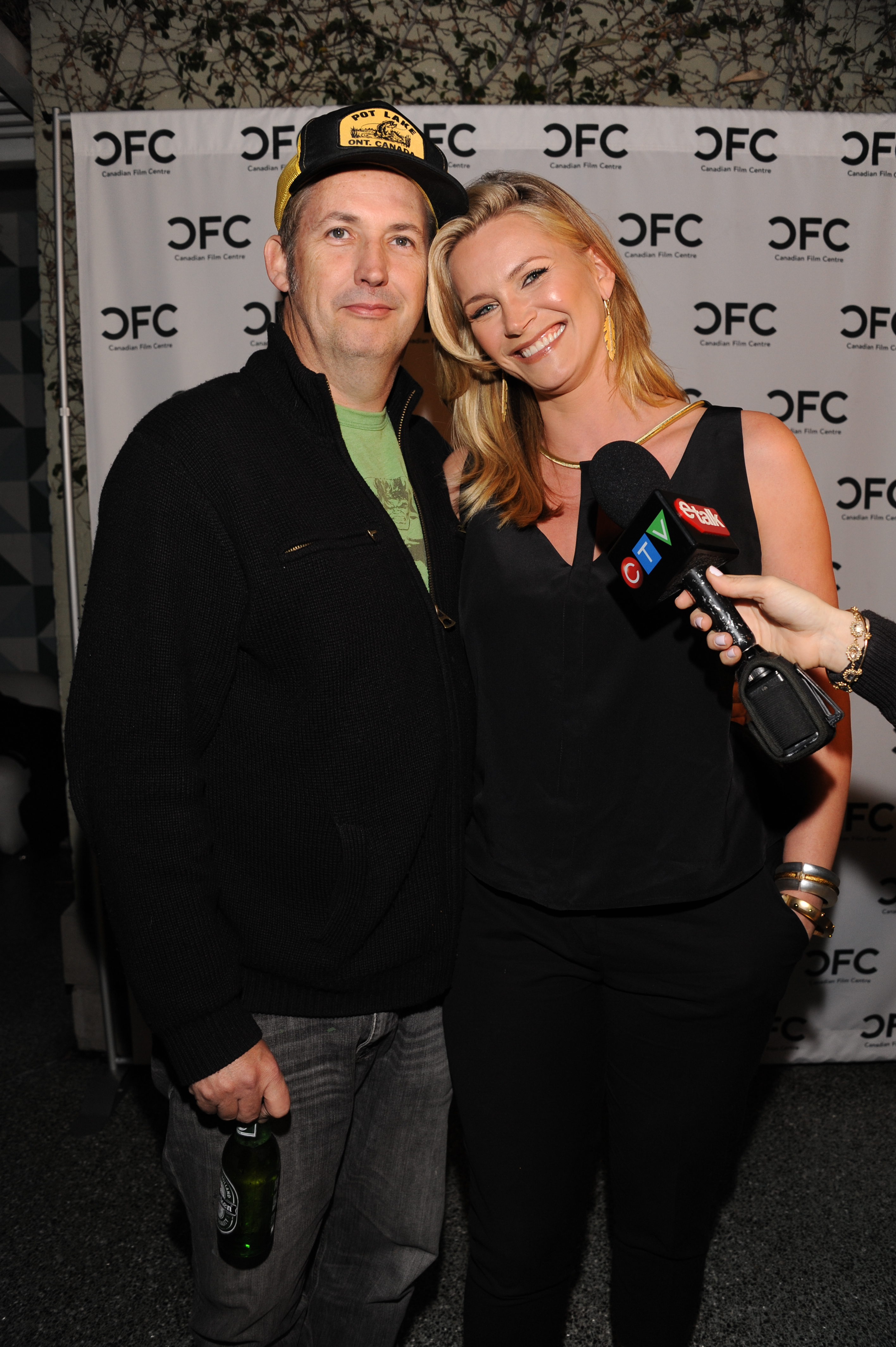
Henstridge al costat de Harland Williams el 2012.

L'actriu ha realitzat diversos papers tant en telefilms com en sèries. Les seves principals obres van ser, The Outer Limits —sèrie amb la qual va començar el 1997—, on va treballar al costat de Jon Tenney i Steve Bacic, interpretant a «Emma», un holograma d'intel·ligència artificial en forma de dona atractiva que controla el món virtual creat pel personatge de Tenney. L'any 2002 al 2004, va treballar en She Spies —sèrie similar a Els àngels de Charlie— al costat de Kristen Miller i Natashia Williams, on les tres dones eren delicuents convictes —Henstridge va interpretar a «Cassie McBaine»— que van ser empresonades per estafadores en delictes informàtics, per a això el seu Govern decideix donar-los la llibertat condicional a canvi que treballin per a ell. El 2005 i 2006, va estar en Commander in Chief protagonitzada per Geena Davis, on a través del personatge secundari «Jayne Murray» va representar a la portaveu del Cap d'Estat Major de l'Exèrcit dels Estats Units. Dos anys després, va formar part de la minisèrie Would Be Kings actuant en dos episodis que la va portar a obtenir un Premis Gemini a la «Millor actuació per una actriu en un paper protagonista en un programa dramàtic». També el 2008, va integrar l'elenc d'Eli Stone sota la personificació de «Taylor Wethersby», una advocada de Sant Francisco. Les seves més recents obres destacades com a sèries han estat CSI: Miami (2011), The Secret Circle (2011-12) i Beauty & the Beast (2015).
D'altra banda, els seus telefilms més importants —segons Rotten Tomatoes— són Power and Beauty (2002), A Sister's Nightmare (2013) i Nowhere Safe (2014).

## Vida personal
El 1995, l'actriu es va casar amb el actor, director i productor estatunidenc Damian Chapa. La relació matrimonial entre tots dos va durar tan sols un any, per la qual cosa van decidir divorciar-se el 1996. Aquell mateix any, Natasha va conèixer al també actor Liam Waite amb el qual va tenir dos fills, Tristan River —nascut el 1998— i Asher Sky —nascuda el 2001—, i amb el qual es va mantenir en parella fins a l'any 2004. En aquest any, va conèixer al cantant escocès Darius Campbell —sis anys menor que ella—, amb qui es va comprometre un temps després i després de set anys de festeig —inclosa una separació momentània de cinc mesos el 2010— es va casar el 2011 en una finca situada en San Ysidro, Santa Bàrbara, per després separar-se el 2013, ja que les professions de tots dos els allunyava massa un de l'altre i impossibilitava la relació, mentre que alguns mitjans ho van associar a problemes financers que van haver d'afrontar.

## Filmografia

### Cinema
| Any  | Pel·lícula                                 | Personatge                        | Observació    |
| ---- | ------------------------------------------ | --------------------------------- | ------------- |
| 1995 | Species                                    | Sil                               |               |
| 1996 | Adrenalina (Adrenalin: Fear the Rush)      | Delon                             |               |
| 1996 | Maximum Risk                               | Alex Minetti                      |               |
| 1998 | Standoff                                   | Mary                              |               |
| 1998 | Species II                                 | Eve                               |               |
| 1998 | Bela Donna                                 | Donna                             |               |
| 1998 | Dog Park                                   | Lorna                             |               |
| 2000 | It Had to Be You                           | Anna Penn                         |               |
| 2000 | Falses aparences (The Whole Ten Yards)     | Cynthia Tudeski                   |               |
| 2000 | A Better Way to Die                        | Kelly                             |               |
| 2000 | Una cosa per explicar (Bounce)             | Mimi Prager                       |               |
| 2000 | Second Skin                                | Crystal Ball                      |               |
| 2001 | Fantasmes de Mart (Ghosts of Mars)         | Tinent Melanie Ballard            |               |
| 2001 | A Girl, Three Guys, and a Gun              | 5 O’Clock Girl / Noia de les 5:00 |               |
| 2001 | Kevin of the North                         | Bonnie Livengood                  |               |
| 2002 | Riders                                     | Karen                             |               |
| 2004 | Més falses aparences (The Whole Ten Yards) | Cynthia                           |               |
| 2004 | Species III                                | Eve                               | Cameo.        |
| 2008 | La llista                                  | Simone Wilkinson                  |               |
| 2009 | Anytown                                    | Carol Mills                       |               |
| 2010 | Let the Game Begin                         | Ángela                            |               |
| 2012 | Should'veu Been Romeo                      | Nadia                             |               |
| 2014 | Anatomy of Deception                       | Alison Briggs                     |               |
| 2014 | The Christmas Switch                       | Susan Wells                       |               |
| 2015 | Badge of Honor                             | Rebecca Miles                     |               |
| 2015 | The Bronx Bull                             | Sally                             |               |
| 2016 | Home Invasion                              | Chloe                             |               |
| 2016 | 7th Secret                                 | Olivia                            | Posproducció. |

### Televisió
| Any       | Pel·lícula/Sèrie        | Personatge                 | Observació                                                            |
| --------- | ----------------------- | -------------------------- | --------------------------------------------------------------------- |
| 1997      | The Outer Limits        | Emma                       | Episodi: «Bits of Love».                                              |
| 1997      | Homeboys in Outer Space | Zima                       | Episodi: «Happy Happy, Droid Droid, or Amma Sees Red».                |
| 1998      | South Park              | Ms. Ellen                  | Episodi: «Tom's Rhinoplasty». Veu.                                    |
| 1998      | Saturday Night Live     | Aspirant d'ocupació        | Episodi: «Steve Buscemi/Third Eye Blind». Cameo.                      |
| 1999      | Caracara                | Rachel Sutherland          | Telefilm                                                              |
| 2000      | Jason and de Argonauts  | Hypsipyle / Hipsípila      |                                                                       |
| 2002      | Mostly True Stories     | Conductora                 |                                                                       |
| 2002      | Power and Beauty        | Judy Exner                 | Telefilm                                                              |
| 2002-2004 | She Spies               | Cassie McBain              | Episodis: 40.                                                         |
| 2005      | Widow on the Hill       | Linda Dupree Cavanaugh     | Telefilm                                                              |
| 2005-2006 | Commander in Chief      | Jayne Murray               | Episodis: 16.                                                         |
| 2007      | Shark                   | Nicolette Ross             | Episodis: «Fall from Grace».                                          |
| 2008      | Would Be Kings          | -                          | Episodis: «1.1» i «1.2».                                              |
| 2008-2009 | Eli Stone               | Taylor Wethersby           | Episodis: 26.                                                         |
| 2009      | Impact                  | Dra. Maddie Rhodes         | Episodis: «1.1» i «1.2».                                              |
| 2009-2010 | Time Jumper             | Charity Vyle               | Episodis: 10.                                                         |
| 2010      | You Lucky Dog           | Lisa Rayborn               | Telefilm                                                              |
| 2010      | The Devil's Teardrop    | Margaret Lukas             | Telefilm                                                              |
| 2010      | Drop Dead Diva          | Claire Harrison            | Episodis: «Bad Girls» i «Freeze the Day».                             |
| 2011      | The Perfect Student     | Nicole Johnson             | Telefilm                                                              |
| 2011      | CSI: Miami              | Agent Renee Locklear       | Episodis: «Mayday» i «Countermeasures».                               |
| 2011-2012 | The Secret Circle       | Dawn Chamberlain           | Episodis: 21.                                                         |
| 2012      | A Christmas Song        | Diana Thiessen             | Telefilm                                                              |
| 2013      | Cold Spring             | Sarah                      | Telefilm                                                              |
| 2013      | A Sister's Nightmare    | Cassidy                    | Telefilm                                                              |
| 2013      | Against the Wild        | Susan Wade                 | Telefilm                                                              |
| 2014      | Nowhere Safe            | Julie Johnson              | Telefilm                                                              |
| 2014      | Hawaii 5.0              | Caroline Porter            | Episodi: «Ca Makuakane».                                              |
| 2014      | Selfie                  | Yazmin Saperstein          | Episodis: «Pilot», «Never Block Cookies» i «Even Hell Has Two Bars».  |
| 2014      | Republic of Doyle       | Inspectora Valerie O'Brien | Episodis: «Expansion», «Buried» i «True Lies».                        |
| 2015      | Beauty & the Beast      | Carol Hall                 | Episodis: «Bob & Carol & Vincent & Cat» i «The Most Dangerous Beast». |
| 2016      | Ice Girls               | Rose                       | Telefilm (Posproducció)                                               |

## Premis
| Any  | Cerimònia                                   | Premi                                                            | Pel·lícula/Sèrie | Resultat   |
| ---- | ------------------------------------------- | ---------------------------------------------------------------- | ---------------- | ---------- |
| 1996 | MTV Movie Awards                            | Millor actor revelació                                           | Species          | Nominada   |
| 1996 | MTV Movie Awards                            | Millor petó                                                      | Species          | Guanyadora |
| 2005 | Temecula Valley International Film Festival | Assoliment de carrera                                            | –                | Guanyadora |
| 2008 | Gemini Awards                               | Millor actuació d'una actriu en un programa dramàtic o minisèrie | Would Be Kings   | Guanyadora |